# Jacob de Gheyn II

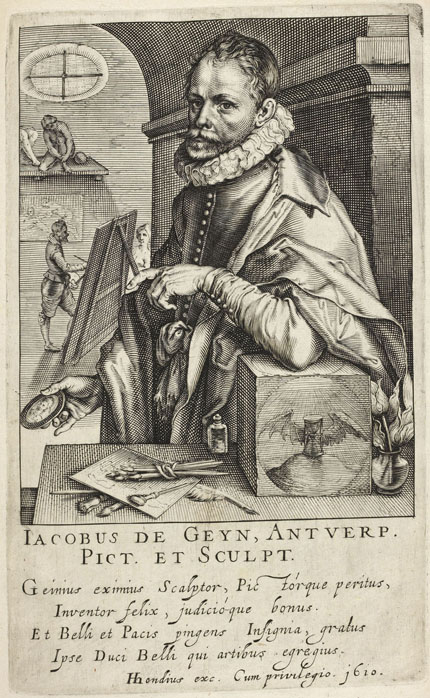
Retrato de «Iacobus de Geyn, Antverp, / Pict. et Sculpt.», grabado de Hendrik Hondius I para su Pictorum aliquot Germaniae Inferioris Effigies, Amberes, 1610.

Jacob de Gheyn II fue un dibujante, grabador y pintor holandés nacido en Amberes en 1565 y muerto en La Haya el 29 de marzo de 1629.

## Biografía

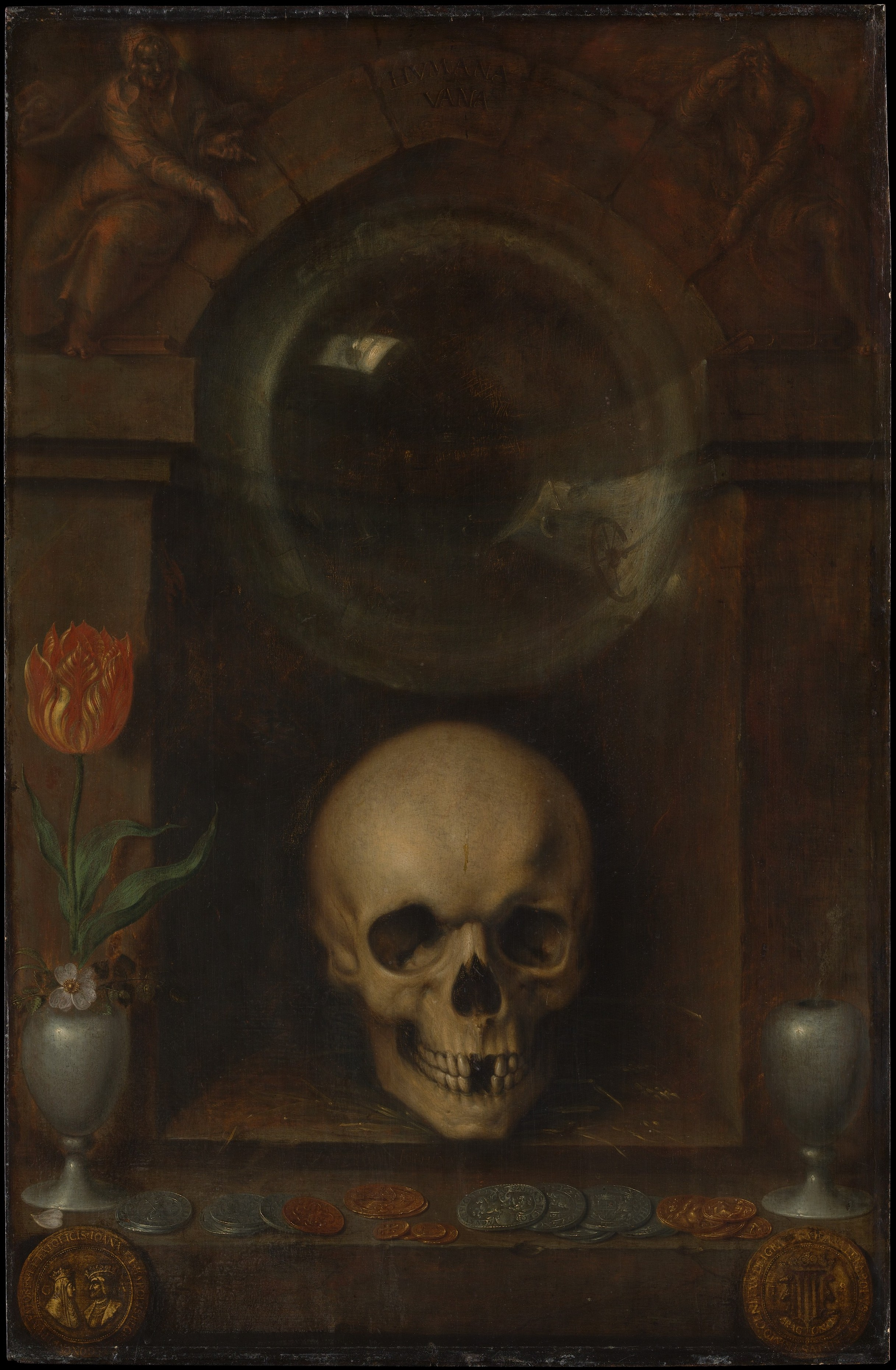
Naturaleza muerta de vanidades Museo Metropolitano de Arte, Nueva york.

Probablemente fue discípulo de su padre, Jacob de Gheyn I (hacia 1530-1582), un pintor en cristal y miniaturista. Cuando se mudó a Haarlem estudió entre 1585 y 1590 con Hendrick Goltzius (1558-1617).
De Gheyn se casó en 1595 con Eva Stalpaert van der Wiele de Malinas, con la que tuvo un hijo, Jacob de Gheyn III (hacia 1596-1641) que también fue grabador, especializado en temas mitológicos.
Se trasladó a Leiden en 1596 y permaneció en ella hasta 1602; allí realizó el Sitio de Geertruidenberg para las autoridades locales; comenzó con la pintura y experimentó con aguafuertes. En esta ciudad tuvo contacto con Hugo de Groot (1583-1645) y otras personalidades en la Universidad de Leiden.
Hacia 1605 se asentó en La Haya, donde trabajó para la corte de los Orange, y diseñó la gruta (la primera en los Países Bajos) y otras ornamentaciones del Buitenhof, el jardín del príncipe Mauricio de Nassau (1567-1625). Tras la muerte de este, de Gheyn trabajó para su hermano, el príncipe Federico Enrique (1584-1647).
Junto con Goltzius, de Gheyn creó algunos de los primeros desnudos femeninos del arte holandés; también pintó algunas de las primeras vanitas y bodegones florales de los Países Bajos.
De Gheyn firmó también un retrato de Felipe de Marnix de Saint Aldegonde (1540-1598), probablemente entre febrero y diciembre de 1598. Este retrato se convirtió en un grabado y probablemente sirvió de modelo para todos sus retratos.
En 1606 los Estados Generales le encargaron un bodegón de flores para María de Médicis (1575-1642) por el que recibió la cantidad de seiscientos florines. Actualmente dicha pintura está perdida.
Realizó más de 1500 dibujos innovadores, entre ellos muchos paisajes e ilustraciones de la historia natural.
Ya en Ámsterdam, realizó los dibujos para los grabados de las 117 ilustraciones de un manual de entrenamiento militar para ayudar a la lucha por la independencia holandesa de España.
Sus dibujos y grabados son mucho más importantes que sus pinturas, por su espontaneidad e informalidad son extraordinarios documentos del periodo de la transición del manierismo al naturalismo del arte holandés.
Los dibujos de la familia de Gheyn formaron parte de la Colección Grez, que en 1914 fue donada al Museos Reales de Bellas Artes de Bélgica de Bruselas.

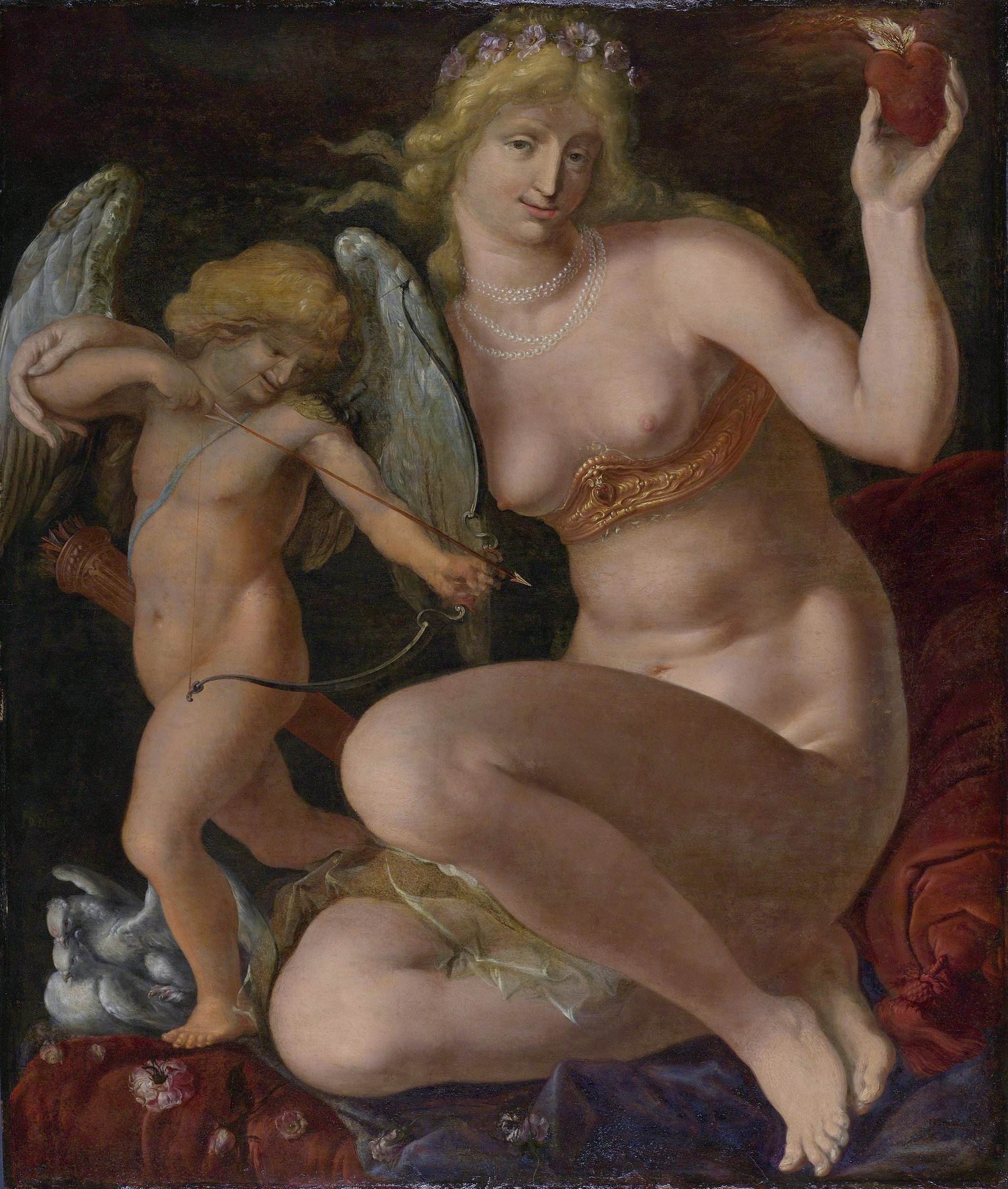
Venus y Cupido Museo Nacional, Ámsterdam.

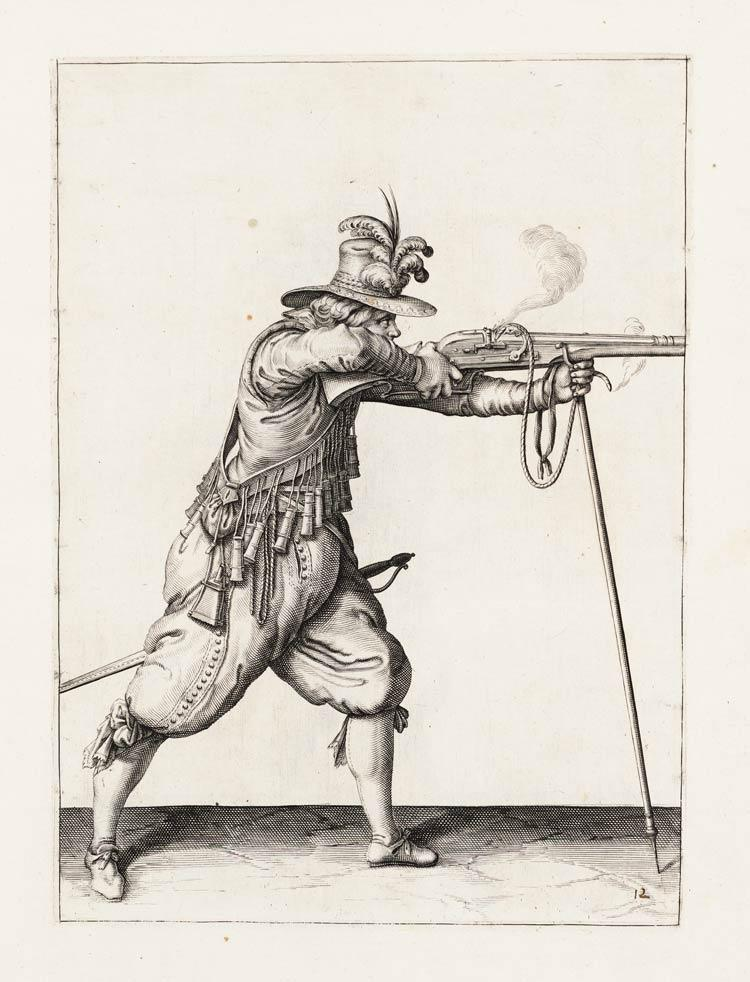
Instrucciones del uso del mosquete: Disparar.

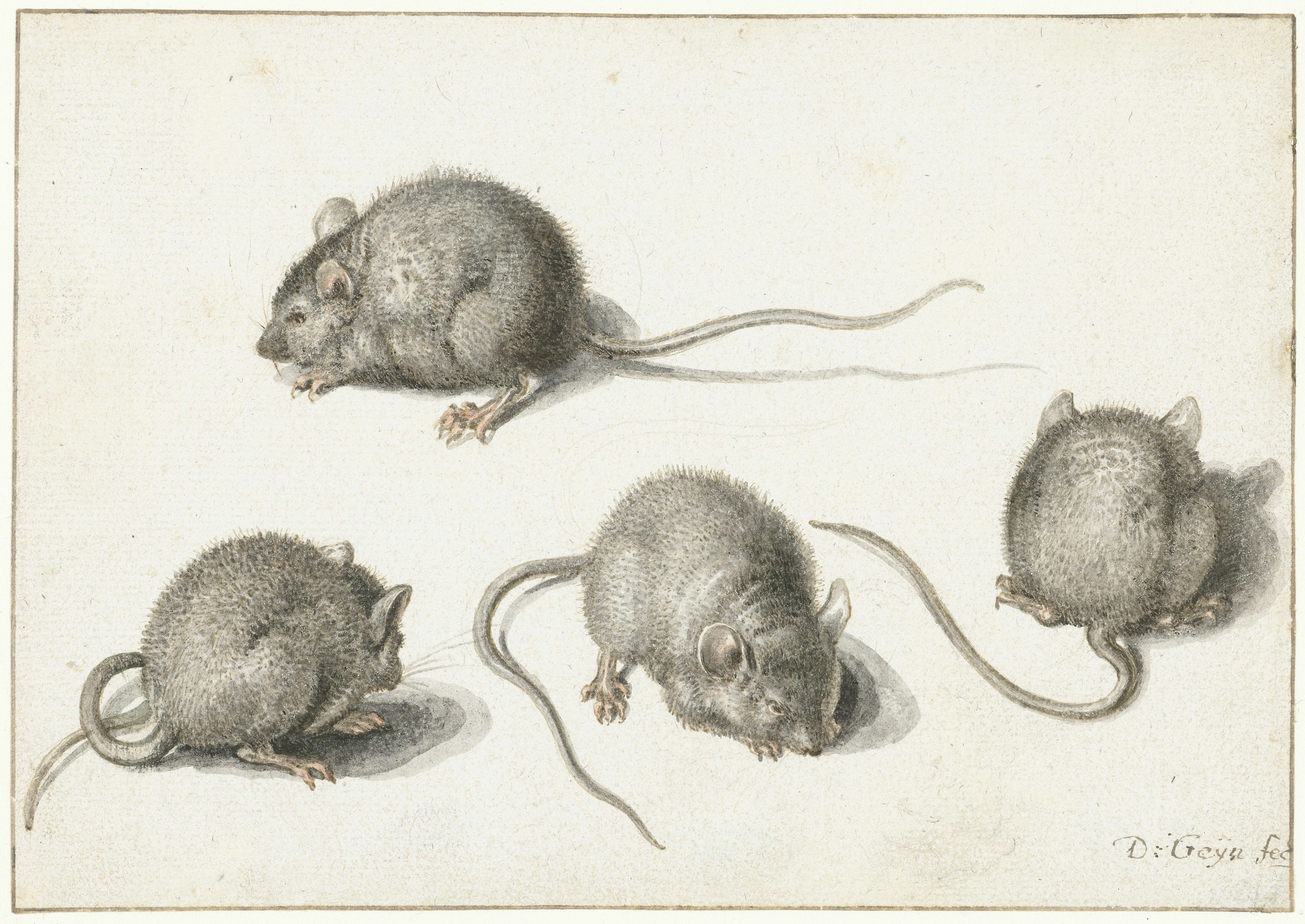
Cuatro posiciones de un ratón Colección Grez.

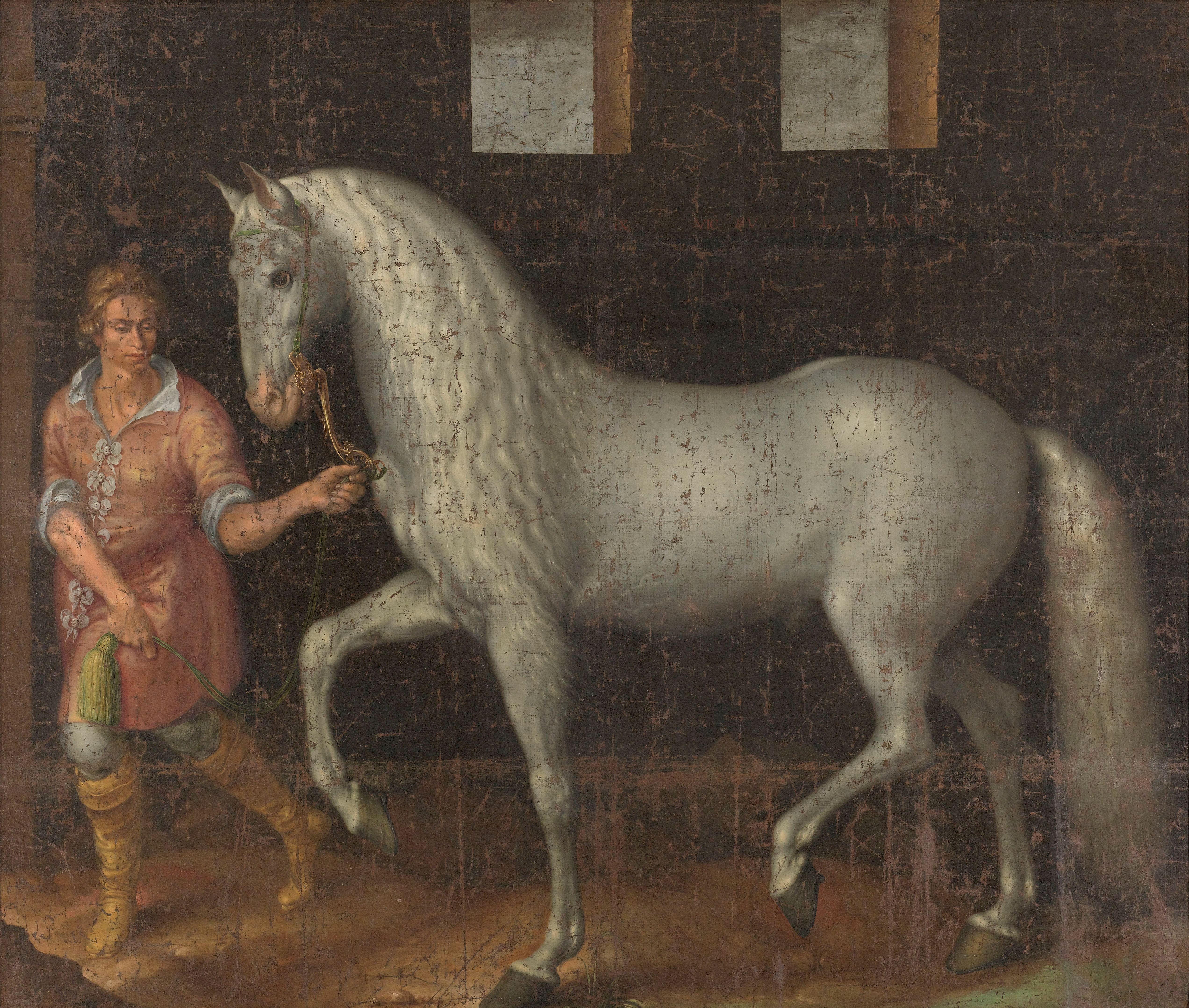
Caballo de guerra español capturado en la batalla de Nieuwpoort Museo Nacional, Ámsterdam.

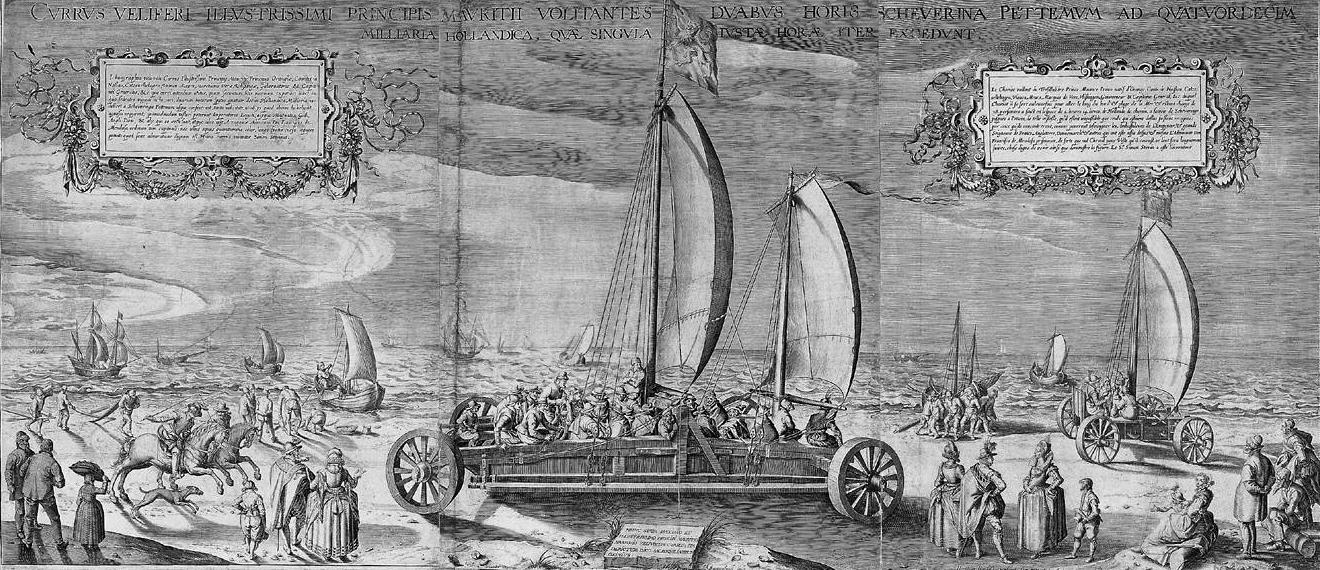
Carro marino Museo Nacional, Ámsterdam.

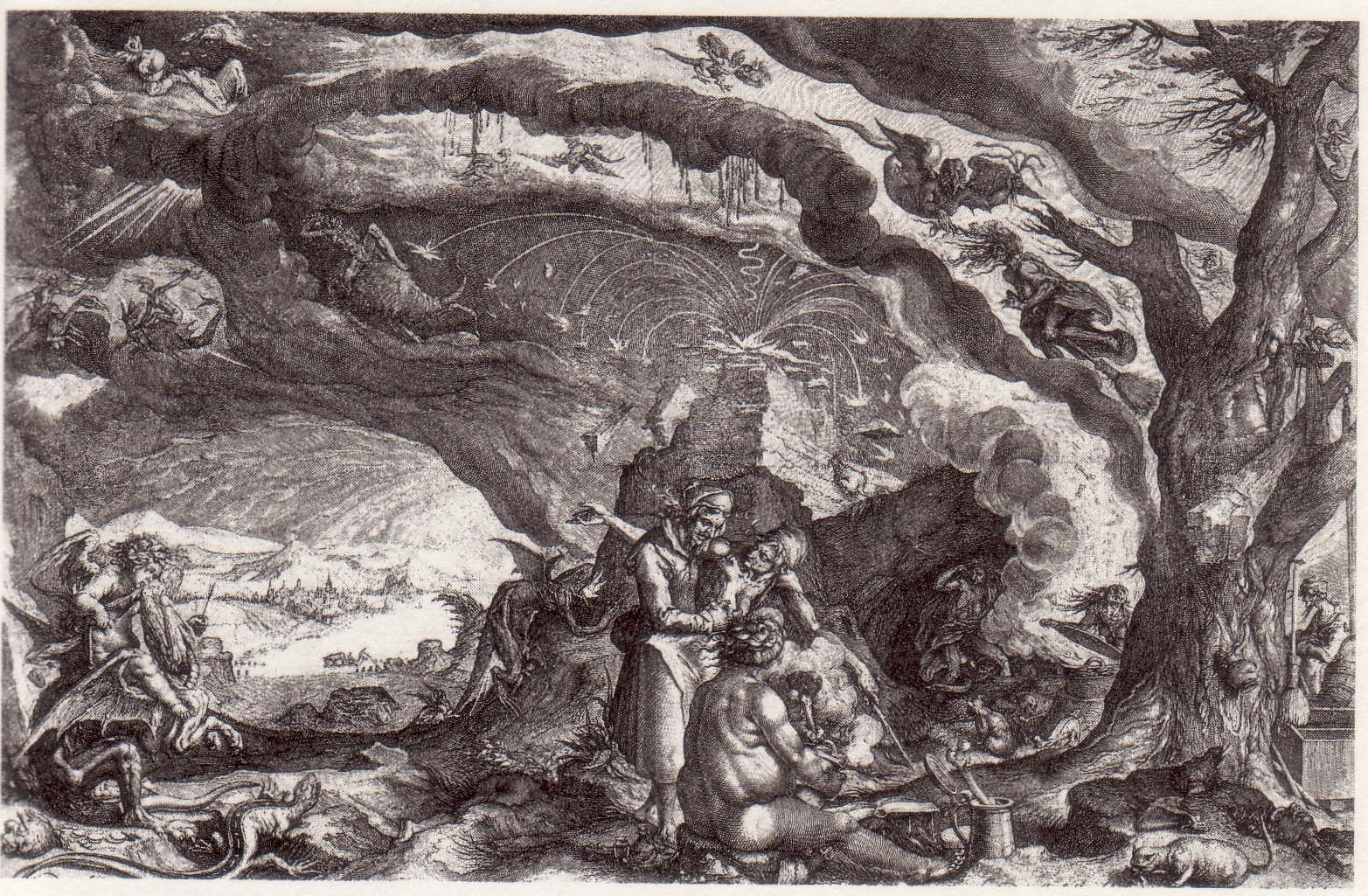
Brujas cocinando en el Sabbat Biblioteca Real, Bruselas.

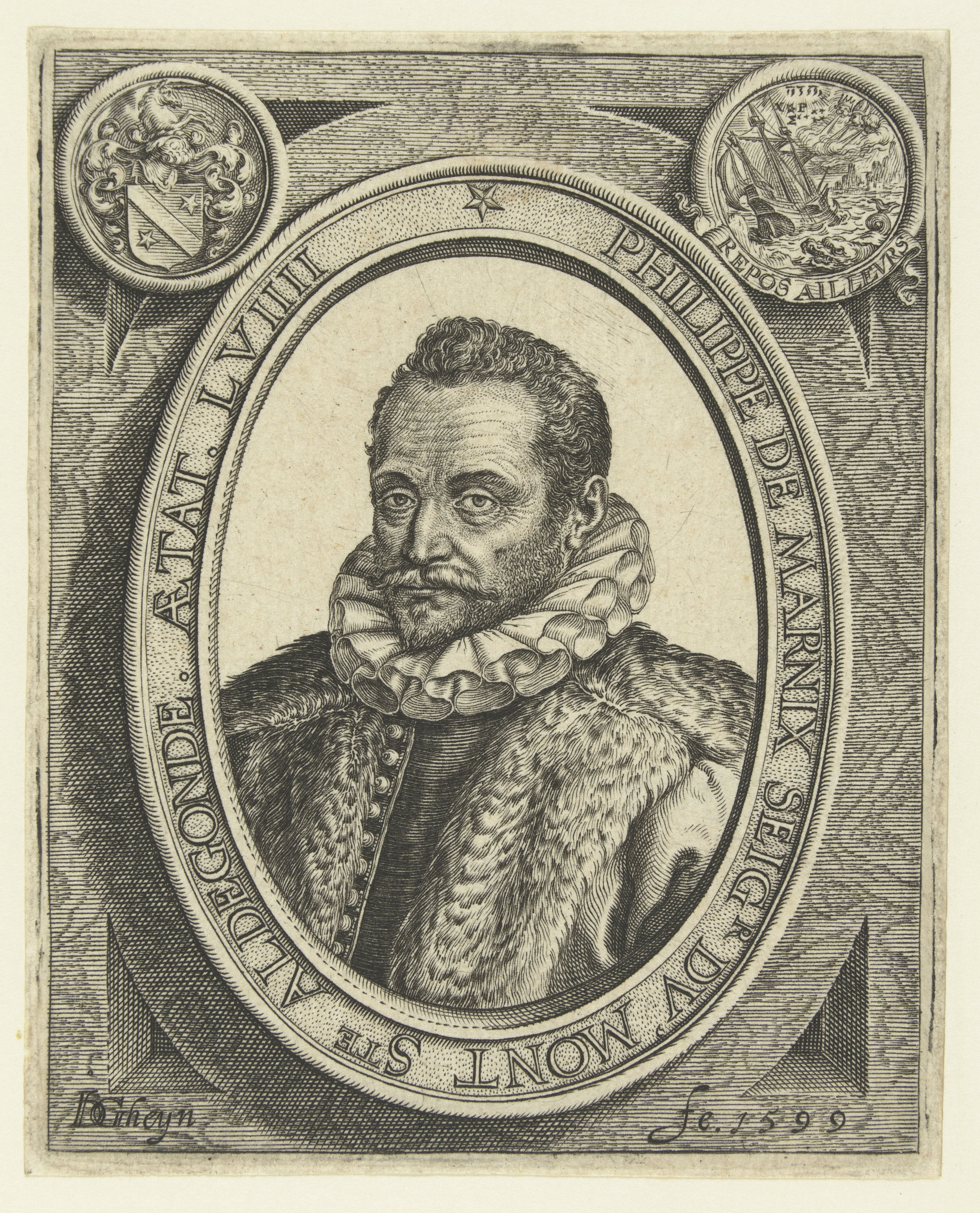
Retrato de Felipe de Marnix de Saint Aldegonde.

## Obras
- Museo Nacional, Ámsterdam:
  - Cuatro estudios de ranas (dibujo, década de 1600).
  - La muerte y la mujer (dibujo, 1600).
  - Caballo de guerra español capturado en la batalla de Nieuwpoort (óleo sobre lienzo, 1603).
  - Carro marino (xilografía, 1603).
  - Estudios de mujeres, un niño y manos (dibujo, sobre 1604).
  - Venus y Cupido (óleo sobre tabla, 1605-1610).
  - El ejercicio de las armas (dibujo, 1608).
  - Retrato del príncipe Mauricio en su muerte (dibujo, 1625).
- Museo Estatal, Berlín:
  - Mujer y niño mirando un libro de dibujos (dibujo, hacia 1600).
- Museo de Bellas Artes, Boston:
  - Grupo de árboles azotados por el viento (dibujo, hacia 1605).
  - Retrato de una dama con dos tórtolas (dibujo).
- Biblioteca Real, Bruselas:
  - Sabbat y brujas cocinando (grabado, hacia 1600).
- Museos Reales de Bellas Artes de Bélgica, Bruselas:
  - Cuatro estudios de una mujer (dibujo, 1602-1603).
  - Caballo encabritado con figura con los brazos abiertos (dibujo).
  - Cuatro estudios de un pato (dibujo).
  - Estudio de Cristo en la cruz (dibujo).
  - Estudio de seis cabezas posteriores a Lucas van Leyden (dibujo).
- Museo de Arte, Cleveland:
  - Sargento (grabado, 1587).
  - Tamborilero (grabado, 1587).
- Museo Wallraf-Richartz, Colonia:
  - Neptuno y Anfítrite (óleo sobre lienzo).
- Galería de Arte de la Gran Victoria, Columbia Británica:
  - Ignis (calcografía).
- Galería Nacional de Escocia, Edimburgo:
  - Una rana (dibujo, hacia 1609).
  - Una rana (dibujo, hacia 1609).
- Museo y Galería de Arte de Hunter, Universidad de Glasgow,
  - Piquero (grabado, 1589).
  - La adivinadora del futuro (grabado, 1608).
  - El reino de Neptuno (grabado).
  - La anunciación (grabado).
  - La Pasión: el juicio de Cristo (grabado).
  - Paisaje con gruta y ermitaños (grabado).
- Colección de la Universidad de Lieja:
  - Alabardero común (grabado, 1587).
  - Arcabucero de frente (grabado, 1587).
  - Arcabucero de espaldas (grabado, 1587).
  - El portaestandarte (grabado, 1587).
  - Oficial (grabado, 1587).
  - Oficial de pago (grabado, 1587).
  - Piquero de frente (grabado, 1587).
  - Piquero de perfil (grabado, 1587).
  - Soldado con espada (grabado, 1587).
  - Tamborilero (grabado, 1587).
  - El portador del estandarte (grabado, 1589).
  - Oficial militar (grabado, 1589).
  - Piquero (grabado, 1589).
- Instituto de Arte Courtauld, Londres:
  - Rocas con formas de cabezas grotescas (dibujo).
- Museo Británico, Londres:
  - Alegoría de la igualdad de todos los seres humanos en la muerte (dibujo, 1599).
- Museo J. Paul Getty, Los Ángeles:
  - Un soldado de la guardia apagando la mecha (dibujo, hacia 1597).
  - Título de página (dibujo, sobre 1598-9).
  - Niño con turbante, ángel alado y tres ancianos (dibujo, hacia 1600).
  - Alegoría de la avaricia: rana sentada sobre monedas y sujetando una esfera (dibujo, hacia 1609).
- Instituto de Arte de Detroit, Míchigan:
  - Estudios de la cabezas de dos jóvenes y una anciana (dibujo, 1600-5).
- Museo Metropolitano de Arte, Nueva York:
  - Naturaleza muerta de vanidades (óleo sobre lienzo, 1603).
  - Estudio de once cabezas (dibujo, hacia 1604).
- Galería de Arte Norman MacKenzie, Regina:
  - Monje (dibujo).
- Museo de Bellas Artes, San Francisco:
  - El portador del estandarte (grabado, 1589).
  - Oficial militar (grabado, 1589).
  - El hijo pródigo (grabado, 1596).
  - Paisaje con granja familiar (grabado, hacia 1603).
  - Cristo llevando la cruz (grabado).
  - El descenso de la cruz (grabado).
  - El reino de Neptuno (grabado).
  - La justicia (grabado).
  - La resurrección (grabado).
  - La vanidad y la muerte (grabado).
  - Los deseos de la carne (grabado).
  - Los dos locos (grabado).
- Museo del Hermitage, San Petersburgo:
  - Dos brujas con un gato (dibujo, década de 1600).
  - Título de la página a la Pasión de Cristo (grabado).
- Museo de Historia del Arte, Viena:
  - El sermón de San Juan Bautista (óleo sobre lienzo).
- Otras localizaciones:
  - El ejercicio de las armas (xilografía, 1619), colección privada.
  - Instrucciones del uso del mosquete (grabados, 1607).
  - Cuatro posiciones de un ratón (dibujo).
  - Retrato de Marnix de St. Jacques de Aldegonde (dibujo).